# Groß Kölpin
Groß Kölpin (letteralmente "Kölpin grande", in contrapposizione alla vicina Klein Kölpin – "Kölpin piccola") è una frazione del comune tedesco di Milmersdorf, nel Land del Brandeburgo.

## Storia
Il 31 dicembre 2001 il comune di Groß Kölpin venne aggregato al comune di Milmersdorf.